# Walther Weißauer
Walther Weißauer oder Walther Weissauer (* 10. November 1921 in Freising) ist ein deutscher Jurist.

## Biografie
Weißauer schloss 1948 sein durch den Zweiten Weltkrieg unterbrochenes Jurastudium ab. Zunächst nahm er eine Stelle im Bayerischen Staatsministerium an, bevor er von 1952 bis 1954 als Richter am Landgericht München tätig war. Er kehrte dann an das Justizministerium zurück. 1963 wurde er dort zum Ministerialrat und 1970 zum Ministerialdirigenten befördert. 
Bis zu seiner Pensionierung zum 1. März 1984 vertrat er als Abteilungsleiter im Bayerischen Justizministerium die bayerische Staatsregierung im Rechtsausschuss des Deutschen Bundestages in Verfassungsfragen.
Neben seiner Tätigkeit im Justizministerium wurde er für die Ärzteschaft tätig. 1953 begann er diese zweite Karriere, indem er ehrenamtlich als Vorsitzender des Disziplinarausschusses der Kassenärztlichen Vereinigung in Bayern tätig wurde. Er wurde 1961 vom Berufsverband Deutscher Anästhesisten beauftragt, ein Rechtsgutachten zur Frage der Arbeitsteilung und Verantwortung zwischen Anästhesisten und Chirurgen während einer Operation zu erstellen. Hintergrund war die damals unter Chirurgen verbreitete Ansicht, dass es sich bei der Anästhesie nicht um ein eigenes Fachgebiet handeln würde und sie daher ein Weisungsrecht dem Anästhesisten gegenüber besäßen. Auf der Basis seines Gutachtens wurde von beiden Berufsgruppen eine Vereinbarung über die gegenseitige Arbeitsteilung und Verantwortung während einer Operation erstellt. Walther Weißauer wurde Justiziar des Berufsverbandes Deutscher Anästhesisten, der Deutschen Gesellschaft für Anästhesiologie und Intensivmedizin und schließlich auch des Berufsverbandes der Deutschen Chirurgen.
Walther Weißauer wurde 1975 Ehrendoktor der Medizin an der Friedrich-Alexander-Universität Erlangen-Nürnberg und 1987 zum Honorarprofessor durch den Minister und Kunst Baden-Württembergs ernannt. Weißauer wurde mit der Ernst-von-Bergmann-Plakette ausgezeichnet. Daneben ist er Ehrensenator der Technischen Universität München. 1991 wurde Weißauer das Große Verdienstkreuz des Bundesverdienstkreuzes verliehen.

## Veröffentlichungen (Auswahl)
- Ist eine Regelung der ärztlichen Berufspflichten durch Berufsordnungen der Ärztekammern mit Art. 12 Abs. 1 GG vereinbar? Deutscher Ärzte-Verlag, Köln/Berlin 1961.
- Rechtliche Probleme des Schwangerschaftsabbruchs. Perimed-Verlag, Erlangen 1977, ISBN 978-3-921222-66-9.
- mit Hans-Dieter Lippert: Das Rettungswesen: Organisation – Medizin – Recht. Springer-Verlag, Berlin / Heidelberg / New York / Tokio 1984, ISBN 978-3-540-12636-2.
- Das Nutzungsentgelt der Hochschullehrer bei ärztlicher Nebentätigkeit. Hochschulverband, Bad Godesberg 1986, ISBN 978-3-924066-31-4.
- Die Entwicklung zum selbstständigen Fachgebiet. In: Jürgen Schüttler (Hrsg.): 50 Jahre Deutsche Gesellschaft für Anästhesiologie und Intensivmedizin. Tradition und Innovation. Unter Mitwirkung von Michael Goerig, Heike Petermann, Jochen Schulte am Esch und Wolfgang Schwarz. Springer-Verlag, Berlin 2003, ISBN 3-540-00057-7, S. 68–78.